# Zrzeszenie Białorusinów Świata „Baćkauszczyna”
Światowe Zjednoczenie Białorusinów „Бацькаўшчына” (biał. Згуртаваньне Беларусаў Сьвету „Бацькаўшчына”, ang. World Association of Belarusians „Baćkaŭščyna”) – międzynarodowa organizacja społeczna zrzeszająca Białorusinów z 28 krajów świata.
W skład powstałej w 1990 roku „Бацькаўшчыны” wchodzi 135 stowarzyszeń z 28 państw świata. Organizacja czuwa nad rozwojem i popularyzacją kultury białoruskiej, wydaje książki o historii i kulturze Białorusi, organizuje liczne konferencje i zjazdy, m.in. 4 światowe zjazdy Białorusinów.
Szefem zjednoczenia jest Alaksiej Maraczkin, a jego przewodniczącą Alena Makouskaja.